# Технологічна премія тисячоліття
Технологі́чна пре́мія тисячолі́ття (англ. Millennium Technology Prize, раніше знана як Walter Ahlström Prize)  є найбільшою та однією з найбільш значущих нагород у світі технологій. Від 2004 що два роки премію присуджує Академія технологій Фінляндії (англ. Technology Academy Finland) за інновації, які приводять до поліпшення якості людського життя, а також сприяють сталому розвитку. Призовий фонд становить приблизно 1,2 млн євро. Академія технологій Фінляндії — це незалежний фонд, заснований спільно фінською індустрією та державою Фінляндія.
Церемонія нагородження проходить у будівлі фінської національної опери, премія вручається особисто президентом Фінляндії.
З людей, яким присуджували Технологічну премію тисячоліття у минулі роки, можна відзначити професора Тіма Бернерса-Лі, винахідника вебмережі, професора Сюдзі Накамура, творця нових революційних джерел світла, професора Роберта Лангера, винахідника інноваційних біоматеріалів, які дозволяють контролювати вивільнення ліків в організмі, а також регенерацію тканин, професора Міхаеля Гретцеля за розробку новітніх сонячних батарей, сенсибілізованих барвниками, Лінуса Торвальдса, творця ядра Linux і Сін'я Яманака, одному з провідних вчених у галузі вивчення стовбурових клітин.

## Виноски
1. ↑  The Millennium Technology Prize: FAQ